# Gare de Villeneuve-Loubet-plage
Pour les articles homonymes, voir Gare de Villeneuve.
La gare de Villeneuve-Loubet-plage est une gare ferroviaire française de la ligne de Marseille-Saint-Charles à Vintimille (frontière), située sur le territoire de la commune de Villeneuve-Loubet, dans le département des Alpes-Maritimes en région Provence-Alpes-Côte d'Azur.
C'est une gare de la Société nationale des chemins de fer français (SNCF), desservie par des trains TER Provence-Alpes-Côte d'Azur.

## Situation ferroviaire
Établie à 6 m d'altitude, la gare de Villeneuve-Loubet-plage est située au point kilométrique (PK) 209,230 de la ligne de Marseille-Saint-Charles à Vintimille (frontière), entre les gares de Biot et de Cagnes-sur-Mer.

## Fréquentation
De 2015 à 2023, selon les estimations de la SNCF, la fréquentation annuelle de la gare s'élève aux nombres indiqués dans le tableau ci-dessous.
| Année     | 2015    | 2016    | 2017    | 2018    | 2019    | 2020    | 2021    | 2022    | 2023    |
| --------- | ------- | ------- | ------- | ------- | ------- | ------- | ------- | ------- | ------- |
| Voyageurs | 258 298 | 268 009 | 323 854 | 304 407 | 381 658 | 222 593 | 324 260 | 423 218 | 482 053 |

## Service des voyageurs

### Accueil
Gare SNCF, elle dispose d'un bâtiment voyageurs, avec guichet, ouvert tous les jours. Elle est équipée d'automates pour l'achat de titres de transport.

### Desserte
Villeneuve-Loubet-plage est desservie par des trains TER PACA qui effectuent des missions entre les gares de Cannes-la-Bocca et de Vintimille.

### Intermodalité
La ligne 23 du réseau Envibus et 620 du réseau Zou ! desservent l’arrêt de bus situé sur la départementale en face de la gare. 
Un parking pour les véhicules est aménagé. 